# Robert Răducanu
Robert Dumitru Răducanu (sinh ngày 5 tháng 9 năm 1996 ở Bucharest) là một cầu thủ bóng đá người România thi đấu ở vị trí tiền đạo cho Viitorul Constanța, theo dạng cho mượn từ Concordia Chiajna.